# 72826
72826 is een demo-album door de Amerikaanse rockband Tool. Het album werd op kleine schaal gepubliceerd in 1991, met maar 1500 albums, die werden uitgedeeld bij optredens of opgestuurd werden voor een prijs van $ 5. Het album wordt soms ook weleens Tool of Toolshed genoemd.

## Informatie over het album
72826 is opgenomen tussen 28 augustus en 5 september 1991 in Tool's oefenruimte door vriend van de band en voormalig Minor Threat bassist Steve Hansgen op zijn Fostex 280 4-track en de DAT-recorder van de band. Daarna is de plaat opgenomen en gemixt in Hansgens huis in Noord-Hollywood, Californië.
Het album bevat vroege versies van nummers die opnieuw verschenen in latere publicaties. Zo komen "Cold and Ugly", "Hush", "Part of Me" en "Jerk-Off" van het album Opiate. "Crawl Away" en "Sober" komen van het album Undertow. Ook "Maynard's Dick" kwam op het album 72826 - wat het enige nummer is dat in standard tuning opgenomen is. Later verscheen dit nummer ook op het gearchiveerde album Salival.

## Verborgen boodschap
Het album - bekend als Tool, Toolshed of de 72826 demo, afhangend van de bron van de informatie - viel enkele tientallen luisteraars op toen zij ontdekten dat 72826 op een alfanumeriek toetsenbord van een telefoon het woord 'Satan' spelde.

## Tracklist
Alle nummers zijn geschreven en gecomposeerd door Tool.

| Nr. | Titel         | Duur |
| --- | ------------- | ---- |
| 1.  | Cold and Ugly | 3:50 |
| 2.  | Hush          | 2:41 |
| 3.  | Part of Me    | 2:59 |
| 4.  | Crawl Away    | 4:49 |
| 5.  | Sober         | 4:33 |
| 6.  | Jerk-Off      | 4:01 |

72826 bevat zes nummers. Twee daarvan, "Cold and Ugly" en "Jerk-Off", zijn nooit gepubliceerd als studio opnames buiten deze demo. Daarentegen zijn ze live opnieuw opgenomen in de Jello Loft op nieuwjaarsdag 1991. De liveopnames zijn te vinden op de volgende plaat van Tool Opiate.

## Leden
- Maynard James Keenan – vocaal
- Adam Jones – gitaar
- Paul D'Amour – basgitaar
- Danny Carey – drums